# Silvia Grohs
Silvia Grohs, auch Sylvia, auch Silvia Grohs-Martin, (geboren 1. Oktober 1918 in Wien, Österreich-Ungarn; gestorben 18. April 2009 in Los Angeles) war eine österreichische Schauspielerin, Tänzerin und Chansonniére.

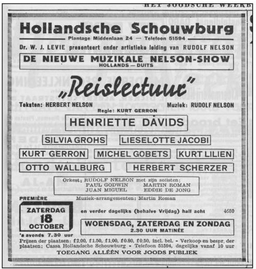
Silvia Grohs in der Hollandsche Schouwburg (1941)

## Leben
Sylvia Grohs war eine Tochter des Tischlers Berthold Grohs und Adrienne, ihr Vater starb früh, sie hatte zwei Schwestern. Sie spielte bereits als Kind bei Wiener Theaterbühnen. Sie besuchte eine Schauspielschule und machte das Staatsexamen am Burgtheater. Sie wirkte an Kleinkunstbühnen mit. Beim Anschluss Österreichs im März 1938 floh sie nach Bern und kam im Juli des Jahres nach Amsterdam, wo sie fortan in diversen Revuen mitwirkte. Auch nach der deutschen Besetzung der Niederlande 1940 konnte sie zunächst noch auftreten und war von Dezember 1940 bis Mai 1941 Ensemblemitglied als Chansonette, Darstellerin und Tänzerin in Willy Rosens Exilkabarett Theater der Prominenten. 1940 spielte sie in der „Fritz-Hirsch-Operette“ des Emigranten Fritz Hirsch und in der Hollandsche Schouwburg. Nach Auflösung der Bühne wurde Grohs vom Judenrat Amsterdam als Kindermädchen ohne Bezahlung eingestuft und blieb dadurch zunächst vor Deportationen verschont. Grohs schloss sich dem Widerstand gegen die deutsche Besatzung an, wurde aber 1943 in Brüssel verhaftet und zunächst im SS-Sammellager Mecheln inhaftiert. Grohs wurde im August 1943 ins KZ Auschwitz deportiert und geriet von dort in das Konzentrationslager  Ravensbrück. Anfang 1945 wurde sie mit der von Schweden initiierten Rettungsaktion der Weißen Busse befreit. 
Im August 1945 kehrte sie nach Amsterdam zurück. Sie heiratete 1946 den Autor, Komponisten und Pianisten Herbert Nelson (1910–1988) und ging 1947 mit ihm in die USA. Ihre Wege trennten sich 1949, Grohs war insgesamt dreimal verheiratet und lebte in New York City und in Los Angeles. 
Für Steven Spielbergs „Survivors of the Shoah Visual History Foundation“ führte sie Interviews mit Holocaustüberlebenden durch und sie trat in Schulen als Zeitzeugin auf. Im Jahr 2000 veröffentlichte sie ihre Autobiografie „Silvie“, die ins Deutsche und Niederländische übersetzt wurde.

## Schriften (Auswahl)
- Miriam Rutiz: Silvia Grohs-Martin oral history. Los Angeles: USC Shoah Foundation, 1995
- Silvie. New York: Welcome Rain Publ., 2000
- Silvia Grohs-Martin: Ich sah die Toten, groß und klein. Eine Schauspielerin überlebt den Holocaust. Übersetzung Isabell Lorenz. Berlin: Henschel, 2002
- Eine Leidenschaft für das Leben : Ein Gespräch mit Silvia Grohs-Martin. Moderation: Albrecht Mahr. Bearb. von Johannes Neuhauser. Karlsruhe: Steinhardt, 2003. Laufzeit 92 Min.
- Cornelia Staudacher: Ich sah die Toten, groß und klein. Eine Schauspielerin überlebt den Holocaust, Interview, Deutschlandfunk, 7. August 2002